# Ramones Raw
Ramones Raw je dokumentarni DVD američkog punk rock sastava Ramones, koji je objavljen u rujnu 2004. godine. Materijal na DVD-u sadrži kućne video snimke Markya Ramonea, na kojima se nalaze detaljni opisi koncertnih turneja sastava, događanja iz pozornice i uživo nastupi njihovih najpoznatijih hitova. Na dodacima uz DVD nalazi se snimka koncerta iz 1980. u Rimu, Italija, kao i Ramonesovo pojavljivanje u emisijama "The Howard Stern Show" i "The Uncle Floyd Show". 
U komentarima, koji se nalaze na DVD-u, Marky Ramone, Johnny Ramone i direktor John Cafiero, zajedno razgovaraju o raznim prizorima s materijala.
Ramones Raw, postiže zlatnu nakladu 2004. godine u Americi i prodaju od preko 50.000 primjeraka. Također zlatnu nakladu postiže i u Australiji 2007. godine i prodaju od preko 7.500 kopija.

## Sudionici na DVD-u
- Joey Ramone - samoga sebe
- Johnny Ramone - samoga sebe
- Dee Dee Ramone - samoga sebe
- Marky Ramone - samoga sebe
- Christopher Ward - samoga sebe i kao C.J. Ramone

## Vanjske poveznice
- Ramones Raw u internetskoj bazi filmova IMDb-a